# Państwowe Gimnazjum Polskie im. Józefa Piłsudskiego w Dyneburgu
Państwowe Gimnazjum Polskie im. Józefa Piłsudskiego w Dyneburgu (łot. J.Pilsudska Daugavpils valsts poļu ģimnāzija) – szkoła średnia w Dyneburgu na Łotwie, jedyna polska szkoła w tym mieście. W gimnazjum, liczącym 12 klas, obok przedmiotów ogólnokształcących, wykładany jest także język polski i literatura polska.
Szkoła otwarta została w roku 1991 pod nazwą Polska Szkoła Średnia im. J. Piłsudskiego; obecna siedziba szkoły, uroczyście oddana do użytku (równocześnie z oficjalną zmianą jej nazwy na gimnazjum) 7 listopada 2008 r. zlokalizowana jest w centrum miasta, przy ul. Warszawskiej nr 2, w bezpośrednim sąsiedztwie soboru śś. Borysa i Gleba.